# Ataenius semicoecus
Ataenius semicoecus är en skalbaggsart som beskrevs av Macleay 1888. Ataenius semicoecus ingår i släktet Ataenius och familjen Aphodiidae. Inga underarter finns listade.